# 12 listopada
12 listopada jest 316. (w latach przestępnych 317.) dniem w kalendarzu gregoriańskim. Do końca roku pozostaje 49 dni.

## Święta
- Imieniny obchodzą: Arsacjusz, Aureliusz, Cibor, Czcibor, Emilian, Gabriel, Jan, Jonasz, Jozafat, Kunibert, Nila, Nilus, Publiusz, Renat, Renata, Witold i Witolda
- Liberia – Dzień Pamięci
- Międzynarodowe:
  - Światowy Dzień Zapalenia Płuc
- Republika Chińska (Tajwan) – Urodziny Sun Jat-sena
- Timor Wschodni – Dzień Santa Cruz[potrzebny przypis]
- Wspomnienia i święta w Kościele katolickim[1][2] obchodzą:
  - św. Anastazy-Astryk
  - św. Augustyna Pietrantoni († 1894, włoska zakonnica)
  - św. Emilian Cucullatus († 574, męczennik)
  - św. Jozafat Kuncewicz (męczennik)
  - św. Kunibert († 660, biskup Kolonii)
  - św. Lebuin (apostoł Fryzów)
  - św. Sinell z Cleenish (apostoł Irlandii)
  - św. Ymar (męczennik)

## Wydarzenia w Polsce
- 1454 – Wojna trzynastoletnia: po klęsce pod Chojnicami król Kazimierz IV Jagiellończyk nadał, pod naciskiem szlachty, drugi z przywilejów nieszawskich (dla Wielkopolski).
- 1594 – Gimnazjum Akademickie w Toruniu podniesiono do rangi trzyletniej uczelni wyższej.
- 1596 – W Krakowie odbył się pogrzeb królowej Polski Anny Jagiellonki.
- 1607 – Odbył się ingres biskupa poznańskiego Andrzeja Opalińskiego.
- 1623 – Arcybiskup Jozafat Kuncewicz został zabity przez tłum prawosławnych w Witebsku.
- 1648 – Powstanie Chmielnickiego: po zapłaceniu okupu Kozacy zakończyli oblężenie twierdzy Zamość.
- 1655:
  - Potop szwedzki: w Ryńsku został zawarty, za zgodą króla Jana II Kazimierza, sojusz obronny pomiędzy elektorem Brandenburgii i księciem pruskim Fryderykiem Wilhelmem I a szlachtą Prus Królewskich.
  - Wojna moskiewska: zwycięstwo wojsk polsko-tatarskich w bitwie pod Jezierną (10-12 listopada).
- 1669 – Po raz pierwszy w historii Rzeczypospolitej doszło do zerwania Sejmu koronacyjnego, poprzedzającego koronację króla-elekta Michała Korybuta Wiśniowieckiego.
- 1674 – Wojna polsko-turecka (1672-76): kapitulacja Turków przed wojskami króla Jana III Sobieskiego w oblężonym Barze.
- 1815 – Cesarz Rosji Aleksander I Romanow po raz pierwszy przybył do Warszawy.
- 1854 – Spłonął doszczętnie ewangelicki kościół Zbawiciela we Wrocławiu.
- 1905 – Proklamowano Republikę Sławkowską.
- 1911:
  - Premiera filmu w języku jidysz Okrutny ojciec w reżyserii Marka Arnsztejna.
  - W Warszawie odsłonięto pomnik Michaiła Skobielewa.
- 1918 – Wojna polsko-ukraińska: zakończyły się walki o Przemyśl.
- 1922 – Pierwsze w historii wybory do Senatu RP (wybory do Sejmu przeprowadzono 5 listopada).
- 1925 – Założono Polskie Towarzystwo Antropologiczne.
- 1929 – Nad poznańskim lotniskiem Ławica, podczas kręcenia sceny pojedynku powietrznego do filmu Gwiaździsta eskadra, doszło do kolizji samolotów Spad 61C1 i Potez XV, w wyniku czego zginęli pilot i obserwator z drugiej maszyny.
- 1932 – We Lwowie rozpoczęły się rozruchy antyżydowskie.
- 1933 – Ruch Chorzów zdobył swój pierwszy tytuł piłkarskiego mistrza Polski.
- 1935 – Koło Łowicza spadł meteoryt.
- 1939 – W wyniku zderzenia pociągów w Sukowicach na Śląsku Opolskim zginęło kilkadziesiąt osób.
- 1942 – Podczas rejsu szkoleniowego zatonął u wybrzeża Helu po kolizji ze statkiem magazynowym niemiecki okręt podwodny U-272, w wyniku czego zginęło 28 spośród 47 członków załogi.
- 1944 – Powołano Centralny Komitet Żydów Polskich.
- 1945 – Powołano Towarzystwo Opieki nad Majdankiem.
- 1948 – Biskup lubelski Stefan Wyszyński otrzymał nominację na arcybiskupa gnieźnieńskiego i warszawskiego oraz prymasa Polski.
- 1949 – Zainaugurował działalność łódzki Teatr Nowy.
- 1962 – Premiera filmu przygodowego O dwóch takich, co ukradli Księżyc w reżyserii Jana Batorego.
- 1981 – Zwodowano kadłub żaglowca „Dar Młodzieży”.
- 1985 – Powołano rząd Zbigniewa Messnera.
- 1987 – Urodziła się pierwsza Polka z zapłodnienia pozaustrojowego.
- 1989 – W Krzyżowej na Dolnym Śląsku odbyła się Msza Pojednania z udziałem premiera Tadeusza Mazowieckiego i kanclerza RFN Helmuta Kohla.
- 1992 – Sprowadzona z Francji urna z prochami gen. Kazimierza Sosnkowskiego została złożona w podziemiach bazyliki archikatedralnej św. Jana Chrzciciela w Warszawie.
- 2003 – W rozegranym na Stadionie Wojska Polskiego w Warszawie towarzyskim meczu piłkarskim Polska pokonała Włochy 3:1.
- 2004 – Odbył się pierwszy Lekarski Egzamin Państwowy.
- 2006 – Odbyły się wybory samorządowe, w tym I tura bezpośrednich wyborów wójtów, burmistrzów i prezydentów miast.
- 2015 – Odbyły się inauguracyjne posiedzenia Sejmu RP VIII i Senatu RP IX kadencji.
- 2018 – Święto Narodowe z okazji 100-lecia odzyskania niepodległości przez Polskę.
- 2022:
  - Otwarto tunel pod Luboniem Małym na Zakopiance.
  - W Panteonie Wielkich Polaków w Świątyni Opatrzności Bożej w Warszawie pochowano sprowadzone z Wielkiej Brytanii szczątki prezydentów RP na uchodźstwie: Władysława Raczkiewicza, Augusta Zalewskiego i Stanisława Ostrowskiego[3][4].

## Wydarzenia na świecie
- 836 – Poświęcono kościół św. Kastora w Koblencji.
- 954 – Lotar został koronowany na króla zachodniofrankijskiego.
- 1028 – Odbył się ślub bizantyńskiej pary cesarskiej Zoe i Romana III Argyrosa.
- 1037 – Harold I Zajęcza Stopa został królem Anglii.
- 1094 – Król Szkocji Duncan II poległ w bitwie pod Monthechin.
- 1202 – Waldemar II Zwycięski został królem Danii.
- 1330 – Wojna węgiersko-wołoska: klęska wojsk węgierskich w bitwie pod Posadą.
- 1362 – Podpisano traktat pokojowy kończący pierwszą wojnę duńsko-hanzeatycką.
- 1419 – Zainaugurował działalność Uniwersytet w Rostocku.
- 1459 – Założono Uniwersytet Bazylejski.
- 1472 – Wielki książę moskiewski Iwan III Srogi poślubił księżniczkę bizantyńską Zoe Paleolog.
- 1543 – Książę Asturii i przyszły król Hiszpanii, Portugalii i Niderlandów Filip Habsburg poślubił w Salamance swą pierwszą żonę, infantkę portugalską Marię Manuelę.
- 1614 – Zawarto pokój w Xanten kończący wojnę sukcesyjną w niemieckich Zjednoczonych Księstwach Jülich-Kleve-Berg.
- 1621 – Powstanie Bethlena na Węgrzech i Morawach: decydujące zwycięstwo wojsk habsburskich nad powstańcami w bitwie pod Ołomuńcem.
- 1660 – W Llívii podpisano francusko-hiszpański traktat graniczny.
- 1673 – Wojna Francji z koalicją hiszpańsko-austriacko-lotaryńską: po oblężeniu skapitulował francuski garnizon w Bonn.
- 1775 – Emmanuel de Rohan-Polduc został wielkim mistrzem zakonu joannitów.
- 1793 – Został zgilotynowany astronom i rewolucyjny mer Paryża Jean Sylvain Bailly.
- 1796 – I koalicja antyfrancuska: taktyczne zwycięstwo wojsk austriackich nad francuskimi w bitwie pod Caldiero.
- 1802 – Brytyjski uczony John Dalton zademonstrował sformułowane przez siebie prawo stosunków wielokrotnych.
- 1841 – I wojna brytyjsko-afgańska: wojska afgańskie rozpoczęły oblężenie Dżalalabadu.
- 1847 – Brytyjczyk James Young Simpson po raz pierwszy użył do znieczulenia chloroformu.
- 1854 – Boulos Massad z Ashkout został wybrany na maronickiego patriarchę Antiochii i Całego Wschodu.
- 1858 – Jan II Dobry został księciem Liechtensteinu.
- 1859:
  - Sformowano Rumuńskie Siły Zbrojne.
  - Zwodowano brytyjski żaglowo-parowy okręt liniowy pierwszej klasy HMS „Victoria”.
- 1862 – Niemiecki astronom Christian Peters odkrył planetoidę (77) Frigga.
- 1864 – Wybuchła wojna brytyjsko-bhutańska.
- 1872 – Założono Dresdner Bank.
- 1879 – Austriacki astronom Johann Palisa odkrył planetoidę (210) Isabella.
- 1881 – W Nowym Jorku odbyła się premiera II Koncertu fortepianowego Piotra Czajkowskiego.
- 1885 – Johann Palisa odkrył planetoidę (253) Mathilde.
- 1893 – Tzw. linia Duranda została przyjęta jako granica między brytyjskimi posiadłościami w Indiach a Afganistanem.
- 1895 – Mustafa Fahmi Pasza został premierem Egiptu.
- 1896 – William Coleman został prezydentem Liberii.
- 1900 – Zakończyła się Wystawa światowa w Paryżu.
- 1901 – Włoski astronom Luigi Carnera odkrył planetoidę (479) Caprera.
- 1908:
  - 348 górników zginęło w wyniku eksplozji w kopalni węgla kamiennego w niemieckim Hamm.
  - Butrus Ghali został premierem Egiptu.
- 1909:
  - Węgierska Partia Niepodległości rozpadła się na skrzydła radykalne i umiarkowane.
  - W Wiedniu odbyła się premiera operetki Hrabia Luksemburg Franza Lehára.
- 1912:
  - Anarchista Manuel Pardiñas zastrzelił w Madrycie premiera Hiszpanii José Canalejasa, po czym popełnił samobójstwo.
  - Na Lodowcu Szelfowym Rossa na Antarktydzie znaleziono zamrożone ciała Roberta Falcona Scotta i pozostałych członków jego wyprawy na biegun południowy.
- 1914 – I wojna światowa: Turcja wypowiedziała wojnę państwom ententy.
- 1918:
  - Austria została proklamowana republiką.
  - Niemiecki astronom Max Wolf odkrył planetoidę (907) Rhoda.
  - Wojna domowa w Rosji: zwycięstwo bolszewików w bitwie o Grozny.
  - Założono Bawarską Partię Ludową.
- 1920 – We włoskim Rapallo podpisano traktat graniczny między Włochami a Królestwem Serbów, Chorwatów i Słoweńców, na mocy którego m.in. utworzono Wolne Miasto Fiume.
- 1921 – Rozpoczęła się konferencja waszyngtońska zwołana w celu uregulowania sytuacji na Dalekim Wschodzie i Oceanie Spokojnym, powstałej po zakończeniu I wojny światowej, awansu Japonii do rangi wielkiej potęgi oraz ograniczenia zbrojeń morskich.
- 1923 – Przyjęto flagę ZSRR.
- 1925 – Brytyjski okręt podwodny HMS M1 zatonął z całą załogą (69 osób) na wysokości Plymouth po zderzeniu ze szwedzkim parowcem SS „Vidar”.
- 1927 – Lew Trocki został wydalony z WKP(b).
- 1933:
  - Hugh Gray jako pierwszy sfotografował rzekomego potwora z Loch Ness.
  - W wyborach do Reichstagu NSDAP otrzymała 92% poparcia.
  - W Kaszgarze, ujgurski działacz niepodległościowy Sabit Damolla, proklamował niepodległość Sinciangu od Chin, jako Turecka Islamska Republika Turkiestanu Wschodniego.
- 1936:
  - Otwarto most przez Zatokę San Francisco łączący San Francisco z Oakland.
  - Węgierski astronom György Kulin odkrył planetoidę (2043) Ortutay.
- 1940:
  - II wojna światowa w Afryce: wojska Wolnej Francji zajęły Gabon, kontrolowany dotąd przez rząd Vichy.
  - Kampania śródziemnomorska: brytyjskie samoloty torpedowe dokonały udanego ataku na bazę włoskiej marynarki wojennej w Tarencie (11-12 listopada).
- 1942:
  - II wojna światowa w Afryce: wojska alianckie zdobyły Tobruk.
  - Wojna na Pacyfiku: rozpoczęła się I bitwa pod Guadalcanalem.
- 1943 – Kampania śródziemnomorska: rozpoczęła się bitwa o Leros.
- 1944 – Bombowce Royal Air Force zatopiły w norweskim Tromsø niemiecki pancernik „Tirpitz”.
- 1948:
  - Międzynarodowy Trybunał Wojskowy dla Dalekiego Wschodu w Tokio ogłosił wyroki w procesie japońskich dowódców wojskowych oskarżonych o dokonanie zbrodni w czasie II wojny światowej.
  - Zlikwidowano komunikację tramwajową w czeskiej Igławie.
- 1949 – Na konferencji prasowej w Wolfsburgu został zaprezentowany Volkswagen Transporter.
- 1950 – Założono maltański klub piłkarski Birkirkara FC.
- 1952 – Dokonano oblotu radzieckiego bombowca Tu-95.
- 1956 – Sudan i Tunezja zostały członkami ONZ.
- 1958 – Zakończyła się brytyjsko-islandzka I wojna dorszowa.
- 1962 – Na japońskiej wyspie Honsiu utworzono Park Narodowy Hakusan.
- 1964:
  - Brytyjka Ann Sidney zdobyła podczas gali finałowej w Londynie tytuł Miss World 1964.
  - Po abdykacji swej matki Szarlotty, książę Jan został wielkim księciem Luksemburga.
  - W Tokio zakończyły się II Letnie Igrzyska Paraolimpijskie.
- 1968 – Gwinea Równikowa została przyjęta do ONZ.
- 1970:
  - Dokonano oblotu japońskiego samolotu transportowego Kawasaki C-1.
  - Pisarz i dysydent Andriej Amalrik został skazany na 3 lata łagru za „rozpowszechnianie a priori fałszywych zmyśleń, szkalujących radziecki ustrój społeczny i państwowy”.
  - We Wschodnim Pakistanie (obecnie Bangladesz) około pół miliona osób zginęło po uderzeniu cyklonu Bhola.
- 1971:
  - Podczas podchodzenia do lądowania w Winnicy rozbił się lecący z Kijowa, należący do Aerofłotu An-24, w wyniku czego zginęły wszystkie 43 osoby na pokładzie.
  - W amerykańskim stanie Utah utworzono Park Narodowy Arches.
- 1974 – USA i Algieria wznowiły zerwane 7 lat wcześniej stosunki dyplomatyczne.
- 1975 – Komory zostały członkiem ONZ.
- 1976 – Édouard Nzambimana został premierem Burundi.
- 1979:
  - Prezydent USA Jimmy Carter wstrzymał import ropy naftowej z Iranu w związku z wzięciem zakładników w amerykańskiej ambasadzie w Teheranie.
  - Süleyman Demirel został po raz czwarty premierem Turcji.
- 1980 – W rozegranym w Barcelonie towarzyskim meczu piłkarskim reprezentacja Polski odniosła jedyne do tej pory zwycięstwo (2:1) nad reprezentacją Hiszpanii.
- 1982 – Jurij Andropow został wybrany na sekretarza generalnego KPZR.
- 1984 – Ukazał się album Madonny Like a Virgin.
- 1985 – Powstała Hiszpańska Akademia Sztuki Filmowej.
- 1989 – Papież Jan Paweł II kanonizował brata Alberta Chmielewskiego i Agnieszkę Przemyślidkę.
- 1990:
  - Akihito został koronowany na 125. cesarza Japonii.
  - Letsie III został królem Lesotho, zastępując zdetronizowanego ojca Moshoeshoe II.
- 1991 – Indonezyjscy żołnierze otworzyli ogień do studentów biorących udział w pogrzebie kolegi na cmentarzu Santa Cruz w Dili na Timorze, w wyniku czego zginęło 270 osób, a 250 uznano za zaginione.
- 1994 – Chandrika Kumaratunga została zaprzysiężona na urząd prezydenta Sri Lanki.
- 1995 – Obywatele Azerbejdżanu przyjęli w referendum nową konstytucję.
- 1996:
  - Należący do Saudi Arabian Airlines Boeing 747 i kazachski transportowy Ił-76 zderzyły się koło Nowego Delhi, w wyniku czego zginęło 349 osób.
  - Ukazał się debiutancki album Infinite amerykańskiego rapera Eminema.
- 1998 – Daimler-Benz połączył się z Chryslerem, tworząc korporację Daimler-Chrysler.
- 1999:
  - 894 osoby zginęły, a 4948 zostało rannych w trzęsieniu ziemi w Düzce (Turcja).
  - Na filipińskiej wyspie Palawan utworzono Park Narodowy Rzeki Podziemnej Puerto Princesa.
  - Założono mołdawski klub piłkarski Dacia Kiszyniów.
- 2001 – Należący do American Airlines Airbus A300 rozbił się krótko po starcie z Portu lotniczego Nowy Jork-JFK, w wyniku czego zginęło 260 osób.
- 2003:
  - 23 osoby (w tym 19 włoskich karabinierów) zginęły w Nasirijji (Irak) w samobójczym zamachu bombowym.
  - Aleksander Kwaśniewski jako pierwszy polski prezydent przybył z oficjalną wizytą do Albanii.
- 2004 – W Ramallah na Zachodnim Brzegu Jordanu odbył się pogrzeb Jasera Arafata.
- 2006:
  - Gerald Ford został najdłużej żyjącym byłym prezydentem USA.
  - Mieszkańcy Osetii Południowej opowiedzieli się w referendum za niepodległością od Gruzji.
- 2010 – Rozpoczęły się XVI Igrzyska Azjatyckie w chińskim Kantonie.
- 2011:
  - Liga Państw Arabskich zawiesiła Syrię w prawach członka.
  - Premier Włoch Silvio Berlusconi podał się do dymisji.
- 2013 – Tryptyk Trzy studia do portretu Luciana Freuda Francisa Bacona został sprzedany na aukcji w londyńskim domu aukcyjnym Christie’s za 142 mln dolarów, co stanowiło wówczas najwyższą cenę, jaką zapłacono na aukcji za dzieło sztuki.
- 2015:
  - 43 osoby zginęły, a ok. 240 zostało rannych w samobójczym zamachu bombowym w Bejrucie.
  - George Konrote został prezydentem Fidżi.
- 2017:
  - 630 osób zginęło, a ponad 10 tys. zostało rannych w trzęsieniu ziemi na pograniczu iracko-irańskim.
  - Ubiegający się o reelekcję Borut Pahor wygrał w II turze wybory prezydenckie w Słowenii.
- 2020 – Juan Antonio Briceño został premierem Belize.
- 2022 – Podczas pokazów lotniczych w Dallas doszło do zderzenia w powietrzu bombowca Boeing B-17 Flying Fortress z myśliwcem Bell P-63 Kingcobra, w wyniku czego zginęło 6 osób.

## Eksploracja kosmosu
- 1965 – W kierunku Wenus wystrzelono radziecką sondę Wenera 2.
- 1980 – Amerykańska sonda Voyager 1 zbliżyła się do Saturna i wykonała pierwsze zdjęcia jego pierścieni.
- 1981 – Rozpoczął się drugi testowy lot STS-2 wahadłowca Columbia.
- 1995 – Rozpoczęła się misja STS-74 wahadłowca Atlantis.
- 2014 – Lądownik Philae, który odłączył się od należącej do Europejskiej Agencji Kosmicznej sondy Rosetta, wylądował pierwszy raz w historii na jądrze komety (67P/Czuriumow-Gierasimienko).

## Urodzili się
- 1503 – Filip Wittelsbach, palatyn i książę Palatynatu-Neuburg (zm. 1548)
- 1524 – Diego de Landa, hiszpański duchowny katolicki, franciszkanin, biskup Jukatanu (zm. 1579)
- 1528 – Qi Jiguang, chiński generał (zm. 1588)
- 1540 – Anna Wittelsbach, księżniczka Palatynatu-Veldenz, margrabina Badenii-Durlach (zm. 1586)
- 1547 – Klaudia Walezjuszka, księżniczka francuska, księżna Lotaryngii i Baru (zm. 1575)
- 1553 – Simone Moschino, włoski rzeźbiarz, architekt (zm. 1610)
- 1606 – Jeanne Mance, francuska pielęgniarka, osadniczka w Nowej Francji, czcigodna Służebnica Boża (zm. 1673)
- 1615 – Richard Baxter, angielski teolog (zm. 1691)
- 1627 – Diego Luis de San Vitores, hiszpański jezuita, misjonarz, męczennik, błogosławiony (zm. 1672)
- 1648 – Louis-Hector de Callière, francuski polityk, gubernator generalny Nowej Francji (zm. 1703)
- 1651 – Juana Inés de la Cruz, meksykańska zakonnica, pisarka, astronomka (zm. 1695)
- 1660 – Francesco Maria de’ Medici, włoski kardynał (zm. 1711)
- 1662 – Francesco Barberini, włoski kardynał (zm. 1738)
- 1668 – Jerzy Stanisław Sapieha, stolnik litewski, wojewoda mścisławski i trocki (zm. 1732)
- 1679:
  - Firmin Abauzit, francuski fizyk, teolog, filozof (zm. 1767)
  - Michał Chalecki, polski szlachcic, polityk (zm. 1715)
- 1682 – Ludwik Antoni Brygierski, polski malarz (zm. 1737)
- 1684 – Edward Vernon, brytyjski admirał (zm. 1757)
- 1715 – Kajetan Ignacy Sołtyk, polski duchowny katolicki, biskup kijowski i krakowski (zm. 1788)
- 1717 – Józef Fryderyk Wilhelm, książę Hohenzollern-Hechingen (zm. 1798)
- 1727 – Iwan Szuwałow, rosyjski arystokrata, założyciel Akademii Sztuk Pięknych w Sankt Petersburgu, współzałożyciel i pierwszy rektor Uniwersytetu Moskiewskiego (zm. 1797)
- 1730 – Caterina Gabrielli, włoska śpiewaczka operowa (sopran koloraturowy) (zm. 1796)
- 1735 – Diego de Gardoqui, hiszpański dyplomata (zm. 1798)
- 1746 – Jacques Alexandre Charles, francuski fizyk (zm. 1823)
- 1755 – Gerhard von Scharnhorst, pruski generał (zm. 1813)
- 1758 – Jean-Joseph Mounier, francuski sędzia, polityk (zm. 1806)
- 1766 – Franciszek Dzierzbicki, polski szlachcic, polityk (zm. ?)
- 1767 – (lub 11 listopada) Bernhard Romberg, niemiecki wiolonczelista, kompozytor (zm. 1841)
- 1775 – Adam Turno, polski ziemianin, oficer, pamiętnikarz (zm. 1851)
- 1780 – Pieter Retief, burski wojskowy, polityk (zm. 1838)
- 1790:
  - Letitia Christian Tyler, amerykańska pierwsza dama (zm. 1842)
  - Heinrich Schmückert, pruski polityk (zm. 1862)
- 1793 – Johann Friedrich von Eschscholtz, niemiecki lekarz, botanik, zoolog, entomolog (zm. 1831)
- 1799 – Mieczysław Potocki, polski magnat, awanturnik (zm. 1878)
- 1806 – Josef Jaroslav Langer, czeski poeta, dziennikarz (zm. 1846)
- 1808 – Osyp Bodianski, ukraińsko-rosyjski slawista, historyk, folklorysta, tłumacz (zm. 1877)
- 1814 – Ernst Lambeck, niemiecki księgarz, drukarz, wydawca (zm. 1892)
- 1815:
  - Ida von Reinsberg-Düringsfeld, niemiecka pisarka (zm. 1876)
  - Elizabeth Cady Stanton, amerykańska aktywistka społeczna abolicjonistka, feministka (zm. 1902)
- 1817:
  - Baha Allah, perski przywódca religijny, założyciel bahaizmu (zm. 1892)
  - Gustav Nottebohm, niemiecki muzykolog, kompozytor (zm. 1882)
  - Carlo Pedrotti, włoski dyrygent, kompozytor (zm. 1893)
- 1819:
  - Jan Papłoński, polski historyk, polonista, encyklopedysta, działacz społeczny, tłumacz, pedagog (zm. 1885)
  - Daniel Sanders, niemiecki językoznawca, leksykograf, wykładowca akademicki pochodzenia żydowskiego (zm. 1897)
- 1833 – Aleksandr Borodin, rosyjski kompozytor (zm. 1887)
- 1840 – Auguste Rodin, francuski rzeźbiarz (zm. 1917)
- 1842:
  - Franciszka Siedliska, polska zakonnica, założycielka nazaretanek, błogosławiona (zm. 1902)
  - John William Strutt, brytyjski arystokrata, fizyk, laureat Nagrody Nobla (zm. 1919)
- 1843 – Marcin Kopiec, polski działacz narodowy, pisarz, poeta ludowy (zm. 1919)
- 1848 – Li Lianying, chiński polityk (zm. 1911)
- 1850:
  - Michaił Czigorin, rosyjski szachista (zm. 1908)
  - Stanisław Jasieński, polski aktor teatralny, śpiewak, dekorator (zm. 1929)
- 1851 – Eduard Engel, niemiecki historyk literatury, purysta językowy, krytyk literacki, pisarz, leksykograf (zm. 1938)
- 1853 – Oskar Panizza, niemiecki psychiatra, pisarz (zm. 1921)
- 1854 – Henryk Kamiński, polski generał brygady (zm. 1930)
- 1856 – Donato Raffaele Sbarretti, włoski duchowny katolicki, biskup Hawany, kardynał (zm. 1939)
- 1857 – Samuel Mauger, australijski działacz społeczny, polityk (zm. 1936)
- 1858 – Aleksander Szymkiewicz, polski architekt (zm. 1908)
- 1859:
  - Hyacinthe-Joseph Jalabert, francuski duchowny katolicki, duchacz, misjonarz, wikariusz apostolski Senegambii i prefekt apostolski Senegalu (zm. 1920)
  - Józef Rostek, polski lekarz, działacz społeczny (zm. 1929)
- 1862 – Maria Dominika Mantovani, włoska zakonnica, błogosławiona (zm. 1934)
- 1864:
  - Paweł Bori Puig, hiszpański jezuita, męczennik, błogosławiony (zm. 1936)
  - Paddy Duffy, amerykański bokser (zm. 1890)
- 1866:
  - Stanislav Sucharda, czeski rzeźbiarz (zm. 1916)
  - Sun Jat-sen, chiński polityk, prezydent Chin (zm. 1925)
- 1868 – Henryk Kon, polski adwokat pochodzenia żydowskiego (zm. 1949)
- 1870 – Witold Leitgeber, polski wydawca, księgarz, pisarz (zm. 1903)
- 1871:
  - Stanisław Gurbski, polski generał brygady, lekarz (zm. 1940)
  - Wiktor Osipow, rosyjski neurolog, psychiatra (zm. 1947)
  - Tadeusz Przyłęcki, polski prawnik, adwokat, polityk, prezydent Radomia (zm. 1943)
- 1877 – Marcin Bay-Rydzewski, polski aktor (zm. 1952)
- 1879 – Wilhelm Schubert, niemiecki generał Luftwaffe (zm. 1972)
- 1880 – Harold R. Stark, amerykański admirał (zm. 1972)
- 1881:
  - Ulrich von Hassell, niemiecki dyplomata, działacz antynazistowski (zm. 1944)
  - Piotr Klimek, polski duchowny katolicki (zm. 1940)
  - Erich Regener, niemiecki fizyk, meteorolog, wykładowca akademicki (zm. 1955)
  - Maximilian von Weichs, niemiecki baron, feldmarszałek (zm. 1954)
- 1882:
  - Marcel Berré, belgijski florecista (zm. 1957)
  - Giuseppe Antonio Borgese, włoski pisarz, krytyk literacki, publicysta (zm. 1952)
  - Ludmiła Korbuttowa, polska działaczka społeczna i polityczna (zm. 1943)
  - Maria Teresa, hiszpańska infantka (zm. 1912)
  - Gustaw Nowotny, polski major lekarz, chirurg (zm. 1944)
- 1883:
  - Malcolm Champion, nowozelandzki pływak (zm. 1939)
  - Marta Lepp, estońska pisarka, pedagog (zm. 1940)
  - James Wheaton Mott, amerykański prawnik, polityk (zm. 1945)
- 1884:
  - Annie Jennings, brytyjska superstulatka (zm. 1999)
  - René Le Somptier, francuski reżyser, dziennikarz, poeta (zm. 1950)
  - Martin Zander, niemiecki pilot wojskowy, as myśliwski (zm. 1925)
- 1885:
  - Alfons Hoffmann, polski inżynier-elektryk, wykładowca akademicki (zm. 1963)
  - Jan Kwapiński, polski polityk, prezydent Łodzi, minister przemysłu i handlu, wicepremier (zm. 1964)
- 1886:
  - Günter Oskar Dyhrenfurth szwajcarski alpinista, geolog pochodzenia niemieckiego (zm. 1975)
  - Alfons Orleański, hiszpański infant, książę Galliery, pilot wojskowy (zm. 1975)
  - Eleonora Plutyńska, polska artystka plastyk (zm. 1969)
  - Ben Travers, brytyjski dramaturg (zm. 1980)
- 1887 – Edmund Gross, polski podpułkownik lekarz (zm. 1951)
- 1888:
  - Steen Herschend, duński żeglarz sportowy (zm. 1976)
  - Hans Howaldt, niemiecki żeglarz sportowy, dowódca okrętów podwodnych (zm. 1970)
  - Petrus Serrarens, holenderski prawnik, związkowiec, polityk (zm. 1963)
  - Zdzisław Wierzbicki, polski ziemianin, polityk, senator RP (zm. 1951)
- 1889 – Romuald Niementowski, polski pułkownik kawalerii (zm. 1957)
- 1890 – Gertruda Białasowa, polska działaczka narodowa i kulturalna (zm. 1981)
- 1891:
  - Władysław Bortnowski, polski generał dywizji, działacz emigracyjny (zm. 1966)
  - Ivan Lönnberg, szwedzki lekkoatleta, długodystansowiec, malarz (zm. 1918)
  - Seth Barnes Nicholson, amerykański astronom (zm. 1963)
- 1892:
  - Tadeusz Mayzner, polski pedagog, kompozytor, dyrygent (zm. 1939)
  - Stefan Piotr Mierzwa, polski ekonomista, publicysta, działacz polonijny (zm. 1971)
  - Edmund Węcławski, polski projektant mebli artystycznych (zm. 1965)
- 1893:
  - Frits Clausen, duński polityk, kolaborant (zm. 1947)
  - Andrzej Kładko, polski major pilot (zm. 1956)
- 1894 – Leopold Brodziński, polski aktor, dziennikarz, autor tekstów piosenek (zm. 1942)
- 1895:
  - Manuel Alonso, hiszpański tenisista (zm. 1984)
  - Čestmír Loukotka, czeski językoznawca, orientalista, amerykanista, etnograf, wykładowca akademicki (zm. 1966)
- 1896:
  - Martin Dehmisch, niemiecki pilot wojskowy, as myśliwski (zm. 1918)
  - Jerzy Szczerbiński, polski major dyplomowany piechoty (zm. 1936)
- 1897:
  - Alfred Aufdenblatten, szwajcarski wspinacz, przewodnik narciarski, biegacz narciarski, biathlonista (zm. 1975)
  - Julian Front, polski kompozytor, dyrygent pochodzenia żydowskiego (zm. 1964)
  - Edmund Monsiel, polski artysta samouk (zm. 1962)
  - Hazel LeRoy Wallace, kanadyjsk pilot wojskowy, as myśliwski (zm. 1976)
  - Yūshi Uchimura, japoński lekarz neurolog, psychiatra (zm. 1980)
- 1898:
  - Henryk Jaśkiewicz, polski inżynier górniczy (zm. 1937)
  - Iwo Jaworski, polski prawnik, wykładowca akademicki (zm. 1959)
  - Janina Kilian-Stanisławska, polska reżyserka teatru lalkowego, krytyk sztuki, scenografka (zm. 1974)
  - Leopold Okulicki, polski generał brygady, komendant główny AK i NIE (zm. 1946)
  - Egon Pollak, austriacki piłkarz, trener (zm. 1981)
  - Leon Štukelj, jugosłowiański gimnastyk (zm. 1999)
  - Henryk Sucharski, polski major (zm. 1946)
- 1899 – Sverre Hansen, norweski lekkoatleta, skoczek w dal i wzwyż (zm. 1991)
- 1900:
  - Jean Desvignes, francuski kierowca wyścigowy (zm. 1935)
  - Józef Rodzeń, polski major piechoty (zm. 1839)
  - Kurt Stawizki, niemiecki funkcjonariusz i zbrodniarz nazistowski (zm. 1959)
  - Aleksandr Waniuszyn, radziecki pułkownik, kolaborant (zm. 1946)
- 1901:
  - Juliusz Gardan, polski reżyser i scenarzysta filmowy (zm. 1944)
  - Adolfo Mengotti, szwajcarski piłkarz (zm. 1984)
- 1902:
  - Jan Marcin Szancer, polski grafik, scenograf, malarz, rysownik (zm. 1973)
  - Rudolf Viertl, austriacki piłkarz (zm. 1981)
  - Władimir Warankin, rosyjski pisarz, esperantysta (zm. 1938)
  - Stefan Zadarnowski, polski inżynier leśnictwa, Sprawiedliwy wśród Narodów Świata (zm. ?)
- 1903:
  - Stefan Klonowski, polski publicysta, tłumacz (zm. 1980)
  - Jack Oakie, amerykański aktor (zm. 1978)
  - Ananiasz Zajączkowski, polski turkolog, działacz karaimski (zm. 1970)
- 1904:
  - Mosze Altbauer, izraelski językoznawca (zm. 1998)
  - Henri-Irénée Marrou, francuski historyk, mediewista (zm. 1977)
  - Jacques Tourneur, francusko-amerykański reżyser filmowy i telewizyjny (zm. 1977)
- 1905:
  - Jewgienij Brusiłowski, rosyjski kompozytor (zm. 1981)
  - Arthur Hedley, brytyjski muzykolog (zm. 1969)
  - Jacques Savoye, francuski kierowca wyścigowy (zm. 1998)
- 1906 – Stanisław Komaszewski, polski rzeźbiarz (zm. 1945)
- 1907:
  - Ernst Albrecht, niemiecki piłkarz (zm. 1976)
  - Sam Ichinose, amerykański menedżer bokserski (zm. 1993)
  - Stanisław Pastecki, polski hokeista (zm. 1988)
- 1908:
  - Harry Blackmun, amerykański prawnik, sędzia (zm. 1999)
  - Kustaa Inkeri, fiński astronom, matematyk (zm. 1997)
  - Zbigniew Jasiński, polski podporucznik, pracownik radiostacji AK „Błyskawica”, dziennikarz, poeta-marynista (zm. 1984)
  - Hans Werner Richter, niemiecki pisarz (zm. 1993)
- 1909:
  - Maria Dawska, polska malarka (zm. 1993)
  - Piotr Trietjakow, rosyjski historyk, archeolog (zm. 1976)
- 1910:
  - Kurt Hoffmann, niemiecki reżyser filmowy (zm. 2001)
  - Edmund Majowski, polski piłkarz, trener (zm. 1982)
  - Patesko, brazylijski piłkarz pochodzenia polskiego (zm. 1988)
- 1911 – Eugeniusz Smarzyński, polski kapitan AK (zm. 1980)
- 1912:
  - Bernardino Echeverría Ruiz, ekwadorski duchowny katolicki, arcybiskup Guayaquil, kardynał (zm. 2000)
  - Åke Hallman, szwedzki piłkarz (zm. 1973)
  - Frederic M. Lord, amerykański psychometra i statystyk (zm. 2000)
  - Zbigniew Michałowski, polski aktor (zm. 1973)
  - Billy Wrigglesworth, angielski piłkarz (zm. 1980)
  - Boris Żukow, rosyjski chemik (zm. 2000)
- 1914:
  - Sylvi Saimo, fińska wioślarka (zm. 2004)
  - Peter Whitehead, brytyjski kierowca wyścigowy (zm. 1958)
- 1915 – Roland Barthes, francuski pisarz, krytyk literacki (zm. 1980)
- 1916:
  - Jerzy Harald, polski muzyk, kompozytor, dyrygent (zm. 1965)
  - Talbot Rothwell, brytyjski scenarzysta telewizyjny i filmowy (zm. 1981)
- 1917 – Jo Stafford, amerykańska piosenkarka (zm. 2008)
- 1918 – Martti Huhtala, fiński biegacz narciarski, kombinator norweski (zm. 2005)
- 1919:
  - Stefan Leder, polski psychiatra, profesor nauk medycznych (zm. 2003)
  - France Štiglic, słoweński reżyser filmowy (zm. 1993)
- 1920:
  - Józef Boroń, polski ekonomista, wykładowca akademicki (zm. 2011)
  - Wiktor Kadłubowski, polski leśnik, entomolog (zm. 2010)
  - Andrej Makajonak, białoruski komediopisarz, aktywista Komsomołu (zm. 1982)
  - Richard Quine, amerykański aktor, reżyser, scenarzysta i producent filmowy (zm. 1989)
- 1921:
  - Tadeusz Kamiński, polski podporucznik, żołnierz AK, uczestnik powstania warszawskiego (zm. 1944)
  - Tomasz Żuk, polski ortopeda, traumatolog, wykładowca akademicki (zm. 1993)
- 1922:
  - André Acquart, francuski malarz, scenograf (zm. 2016)
  - Lou Blackburn, amerykański puzonista, dyrygent (zm. 1990)
  - Tadeusz Borowski, polski poeta, prozaik, publicysta (zm. 1951)
  - André Buffière, francuski koszykarz, trener (zm. 2014)
  - Kim Hunter, amerykańska aktorka (zm. 2002)
  - Knut Østby, norweski kajakarz (zm. 2010)
  - Mieczysław Zajfryd, polski ekonomista, polityk, minister komunikacji (zm. 2020)
- 1923:
  - Aleksy Antkiewicz, polski bokser (zm. 2005)
  - Vicco von Bülow, niemiecki reżyser, komik, pisarz (zm. 2011)
  - Charlie Mariano, amerykański saksofonista jazzowy (zm. 2009)
- 1924:
  - Alina Bolechowska, polska śpiewaczka operowa (zm. 2002)
  - Audouin Dollfus, francuski astronom (zm. 2010)
  - Sam Jones, amerykański kontrabasista jazzowy (zm. 1981)
  - Aleksander Mańkowski, polski lekkoatleta, długodystansowiec (zm. 2010)
  - Kazimierz Witkiewicz, polski aktor (zm. 2018)
- 1925:
  - Liliana Czarska, polska aktorka (zm. 2008)
  - Toivo Hyytiäinen, fiński lekkoatleta, oszczepnik (zm. 1978)
  - Edward Kącki, polski informatyk, cybernetyk (zm. 2022)
  - Hans von Keler, niemiecki duchowny luterański, teolog, biskup krajowy Wirtembergii (zm. 2016)
  - Jaime Mota de Farias, brazylijski duchowny katolicki, biskup Alagoinhas (zm. 2021)
  - Kazimierz Oskierko, polski żołnierz podziemia antykomunistycznego (zm. 1949)
- 1926 – Stefan Arbatowski, polski biolog, leśniczy, poeta (zm. 2008)
- 1927:
  - Raszyd Musin, radziecki i tatarski polityk (zm. 1982)
  - Yutaka Taniyama, japoński matematyk (zm. 1958)
- 1928:
  - Jan Bobrowicz, polski generał brygady (zm. 2000)
  - Wanda Bojarska, polska aktorka, śpiewaczka (zm. 2012)
  - Maureen Gardner, brytyjska lekkoatletka, płotkarka, nauczycielka tańca (zm. 1974)
  - Werner Klumpp, niemiecki prawnik, polityk (zm. 2021)
  - Erling Kroken, norweski skoczek narciarski (zm. 2007)
  - Marek Rytel, polski fizyk (zm. 2004)
- 1929:
  - Stanisław Bejger, polski polityk, poseł na Sejm PRL, dyplomata
  - Rołan Bykow, rosyjski aktor, reżyser filmowy (zm. 1998)
  - Michael Ende, niemiecki pisarz (zm. 1995)
  - Grace Grimaldi, amerykańska aktorka, księżna Monako (zm. 1982)
  - Ríkharður Jónsson, islandzki piłkarz, trener (zm. 2017)
  - Jaroslav Šedivý, czeski historyk, dysydent, dyplomata, polityk, minister spraw zagranicznych (zm. 2023)
- 1930:
  - Tonke Dragt, holenderska pisarka (zm. 2024)
  - Romuald Drobaczyński, polski reżyser dubbingowy i filmowy (zm. 2012)
  - Jerzy Kisson-Jaszczyński, polski dziennikarz, publicysta, socjolog kultury (zm. 2018)
  - Aleksandra Koncewicz, polska aktorka (zm. 2021)
- 1931:
  - Józef Filipek, polski prawnik, profesor nauk prawnych (zm. 2020)
  - Zbigniew Kuderowicz, polski filozof, historyk, etyk, wykładowca akademicki (zm. 2015)
  - Józef Lenart, polski pisarz, dziennikarz, działacz społeczny i polityczny (zm. 2005)
  - Norman Mineta, amerykański polityk, sekretarz handlu, sekretarz transportu pochodzenia japońskiego (zm. 2022)
  - Stanisław Różewicki, polski ginekolog położnik, wykładowca akademicki
  - Aleksander Szumański, polski poeta, krytyk literacki, publicysta
  - Jacek Walczewski, polski konstruktor rakiet meteorologicznych, meteorolog (zm. 2013)
- 1932:
  - Stanisław Adamiak, polski rolnik, polityk, poseł na Sejm PRL
  - Kazimierz Denek, polski pedagog, profesor nauk humanistycznych (zm. 2016)
  - Nasser Givehchi, irański zapaśnik (zm. 2017)
  - Stanislav Lusk, czeski wioślarz (zm. 1987)
  - Anthony Pilla, amerykański duchowny katolicki, biskup Cleveland (zm. 2021)
  - Bazyli (Złatolinski), ukraiński biskup prawosławny (zm. 2022)
- 1933:
  - Borislav Ivkov, serbski szachista (zm. 2022)
  - Wladimir Mowsisjan, ormiański polityk (zm. 2014)
  - Dżalal Talabani, iracki polityk, prezydent Iraku pochodzenia kurdyjskiego (zm. 2017)
- 1934:
  - Charles Manson, amerykański muzyk, przestępca, przywódca sekty (zm. 2017)
  - Joanna Olczak-Ronikier, polska pisarka, scenarzystka, współzałożycielka kabaretu Piwnica pod Baranami
  - Gianfranco Reverberi, włoski kompozytor (zm. 2024)
  - Vavá, brazylijski piłkarz (zm. 2002)
- 1935 – Ludmiła Gurczenko, rosyjska aktorka (zm. 2011)
- 1937:
  - Ina Balin, amerykańska aktorka (zm. 1990)
  - Mills Lane, amerykański sędzia bokserski (zm. 2022)
  - Richard Truly, amerykański pilot wojskowy, astronauta (zm. 2024)
  - Mirosława Wyszogrodzka, polska aktorka
- 1938:
  - Stanisław Białousz, polski inżynier geodeta, gleboznawca, profesor nauk technicznych (zm. 2024)
  - Benjamin Mkapa, tanzański polityk, prezydent Tanzanii (zm. 2020)
  - Władysław Szuszkiewicz, polski kajakarz (zm. 2007)
- 1939:
  - Elisabeth Eichholz, niemiecka kolarka szosowa
  - Waldemar Gorzkowski, polski fizyk, wykładowca akademicki  (zm. 2007)
  - Zdzisław Józefowicz, polski bokser
  - Krystyna Królówna, polska aktorka (zm. 2022)
  - Maria Kruk-Jarosz, polska prawnik, konstytucjonalistka
  - Emilio Molinari, włoski związkowiec, polityk, eurodeputowany (zm. 2025)
  - Zbigniew Myga, polski piłkarz, trener
  - Lucia Popp, słowacka śpiewaczka operowa (sopran koloraturowy) (zm. 1993)
  - Jannis Sakellariou, niemiecki polityk pochodzenia greckiego (zm. 2019)
  - Siegfried Schneider, niemiecki siatkarz
- 1940:
  - Jurandir, brazylijski piłkarz (zm. 1996)
  - Fares Maakaroun, libański duchowny melchicki, arcybiskup São Paulo
  - Donald Wuerl, amerykański duchowny katolicki, biskup Pittsburgha, arcybiskup metropolita Waszyngtonu, kardynał pochodzenia niemieckiego
- 1941:
  - Alfonso Bustamante, peruwiański przedsiębiorca, polityk, premier Peru
  - Cristina Peri Rossi, urugwajska pisarka, poetka
- 1942 – Dobromir Żeczew, bułgarski piłkarz, trener
- 1943:
  - Wallace Shawn, amerykański aktor
  - Björn Waldegård, szwedzki kierowca rajdowy (zm. 2014)
  - John Walker, amerykański muzyk, założyciel grupy The Walker Brothers (zm. 2011)
- 1944:
  - Booker T. Jones, amerykański muzyk, członek zespołu Booker T. and the M.G.'s
  - Al Michaels, amerykański komentator sportowy
  - Ryszard Żuchowski, polski generał brygady (zm. 2019)
- 1945:
  - Michael Bishop, amerykański pisarz fantasy i science fiction (zm. 2023)
  - George Eaton, kanadyjski kierowca wyścigowy
  - Stanislav Hočevar, słoweński duchowny katolicki, arcybiskup belgradzki
  - Charles Millon, francuski polityk
  - Neil Young, kanadyjski gitarzysta, wokalista, kompozytor, członek zespołów Buffalo Springfield i Crosby, Stills, Nash and Young
- 1946:
  - Hanna Ereńska-Barlo, polska szachistka
  - Krister Henriksson, szwedzki aktor
  - Peter Milliken, kanadyjski polityk
  - Keith Mitchell, grenadyjski polityk, premier Grenady
  - Michał Żarnecki, polski operator i reżyser dźwięku (zm. 2016)
- 1947:
  - Bill Chinnock, amerykański kompozytor, klawiszowiec, gitarzysta (zm. 2007)
  - Carlos Ezquerra, hiszpański rysownik komiksowy (zm. 2018)
  - Annika Idström, fińska pisarka (zm. 2011)
  - Patrice Leconte, francuski aktor, scenarzysta i reżyser filmowy
  - Zbigniew Łapiński, polski muzyk, kompozytor, pianista, akompaniator, dyrygent (zm. 2018)
- 1948:
  - Otepa Kalambay, kongijski piłkarz (zm. 2024)
  - Mafonso, włoski malarz, rzeźbiarz (zm. 2019)
  - Hasan Rouhani, irański polityk, prezydent Iranu
  - Arturo Sosa Abascal, wenezuelski jezuita, przełożony generalny Towarzystwa Jezusowego
- 1949:
  - Gregory Aymond, amerykański duchowny katolicki, arcybiskup Nowego Orleanu
  - Adriana Babeți, rumuńska pisarka, eseistka, krytyk literacki
  - Jack Reed, amerykański polityk, senator
- 1950:
  - Osmo Buller, fiński esperantysta
  - Jauhien Mielnikau, białoruski polityk
  - Mari Vallisoo, estońska poetka (zm. 2013)
- 1951:
  - Barbara Kożusznik, polska psycholożka, profesor nauk humanistycznych[5]
  - Miroslav Krobot, czeski reżyser teatralny, aktor, dramaturg, scenarzysta
  - Dominique Lesage, polski aktor, reżyser teatralny pochodzenia francuskiego
  - Niels Sørensen, duński piłkarz
- 1952:
  - Assis, brazylijski piłkarz (zm. 2014)
  - Ernie Fletcher, amerykański polityk
  - Mirosław Konarowski, polski aktor
  - Ján Kubiš, słowacki polityk, dyplomata
  - Wiaczesław Zajcew, rosyjski siatkarz (zm. 2023)
- 1953:
  - Carl Ciarfalio, amerykański aktor, kaskader
  - Calum MacDonald, szkocki perkusista, członek zespołu Runrig
- 1954:
  - Marek Chlanda, polski rysownik, grafik, rzeźbiarz, performer
  - Paul McNamee, australijski tenisista
  - Kristian Præstbro, duński żużlowiec
- 1955:
  - Samba Adama, mauretański zapaśnik
  - Małgorzata Bartyzel, polska dziennikarka, teatrolog, animatorka kultury, polityk, poseł na Sejm RP (zm. 2016)
- 1956:
  - Kazimierz Bujakowski, polski inżynier, nauczyciel akademicki
  - Barbara Ciruk, polska dziennikarka, polityk, poseł na Sejm RP (zm. 2023)
  - Kōji Gushiken, japoński gimnastyk
  - Francisco Louçã, portugalski ekonomista, polityk
- 1957:
  - Joseph Chesire, kenijski lekkoatleta, średniodystansowiec
  - Walter De Greef, belgijski piłkarz
  - Zbigniew Padlikowski, polski piłkarz (zm. 2022)
  - Ivan Šuker, chorwacki ekonomista, polityk, wicepremier, minister finansów (zm. 2023)
- 1958:
  - Megan Mullally, amerykańska aktorka, piosenkarka, prezenterka telewizyjna
  - István Szent-Iványi, węgierski dyplomata, polityk
- 1959:
  - Mirosław Bednarek, polski aktor (zm. 2016)
  - Alejandro Benna, argentyński duchowny katolicki, biskup pomocniczy Comodoro Rivadavia
  - Vincent Irizarry, amerykański aktor
  - Siergiej Stukaszow, rosyjski piłkarz, trener
  - Zenon Zając, polski górnik (zm. 1981)
- 1960:
  - Mirosław Jasiński, polski reżyser, scenarzysta, polityk, dyplomata
  - Maurane, belgijska piosenkarka (zm. 2018)
  - Andrzej Nowak, polski historyk, sowietolog, publicysta
  - Kevin Ratcliffe, walijski piłkarz
  - Elio Vito, włoski polityk
- 1961:
  - Nadia Comăneci, rumuńska gimnastyczka
  - Enzo Francescoli, urugwajski piłkarz
  - Lidia Zgajewska, polska hokeistka na trawie
- 1962:
  - Wim Kieft, holenderski piłkarz
  - Krystyna Pieczulis, polska lekkoatletka, biegaczka długodystansowa
  - Naomi Wolf, amerykańska pisarka
- 1963:
  - Harumi Honda, japoński kolarz torowy
  - Sam Lloyd, amerykański aktor, muzyk (zm. 2020)
  - Patrus Mor Ostathios, indyjski duchowny przedchalcedoński, biskup pomocniczy New Delhi, biskup Singapuru i Bahrajnu, metropolita Bengaluru (zm. 2022)
  - Susumu Terajima, japoński aktor
- 1964:
  - Thomas Berthold, niemiecki piłkarz
  - Vic Chesnutt, amerykański muzyk (zm. 2009)
  - Dave Ellefson, amerykański basista, członek zespołu Megadeth
- 1965:
  - Andrzej Kobyliński, polski duchowny katolicki, filozof, etyk
  - Juan Montiel, urugwajski bokser
  - Maciej Niżynski, polski szachista
  - Renatus Nkwande, tanzański duchowny katolicki, arcybiskup metropolita Mwanzy
- 1966:
  - Luís Climent, hiszpański kierowca rajdowy
  - Andriej Dundukow, rosyjski kombinator norweski
  - Tõnu Kaalep, estoński designer, grafik, krytyk kultury, dramaturg (zm. 2018)
  - Ade Mafe, brytyjski lekkoatleta, sprinter
  - Andrzej Majewski, polski pisarz, aforysta
  - Anette Norberg, szwedzka curlerka
  - Andy Thorn, angielski piłkarz, trener
- 1967:
  - Martina Dalić, chorwacka ekonomistka, polityk
  - Gerald Glass, amerykański koszykarz, trener
  - Grant Nicholas, walijski wokalista, gitarzysta, członek zespołu Feeder
  - Takuya Takagi, japoński piłkarz
- 1968:
  - Sammy Sosa, dominikański baseballista
  - Aaron Stainthorpe, brytyjski wokalista, członek zespołu My Dying Bride
- 1969:
  - Tomas N’evergreen, duński piosenkarz
  - Anna Nowakowska, polska dyplomatka
  - David Rangel, meksykański piłkarz, trener
- 1970:
  - Simona Baldassarre, włoska lekarka, działaczka samorządowa, polityk
  - Tonya Harding, amerykańska łyżwiarka figurowa
  - Yves Mankel, niemiecki saneczkarz
  - Craig Parker, nowozelandzki aktor
  - Małgorzata Sobczak, polska lekkoatletka, skoczkini w dal
  - Jakub Urlich, polski dziennikarz, lektor
- 1971:
  - Robert Ilatow, izraelski inżynier, przedsiębiorca, polityk
  - Mitja Kunc, słoweński narciarz alpejski
  - Andrzej Osiak, polski dyplomata
  - Rebecca Wisocky, amerykańska aktorka
  - Yu Seong-ju, południowokoreański aktor
- 1972:
  - Reynaldo Gianecchini, brazylijski aktor, model
  - Jani Soininen, fiński skoczek narciarski
  - Pablo Zarnicki, argentyński szachista pochodzenia polskiego
- 1973:
  - Nasser Al-Khelaïfi, katarski tenisista, przedsiębiorca, działacz sportowy
  - Sandra Azón, hiszpańska żeglarka sportowa
  - Ibrahim Ba, francuski piłkarz pochodzenia senegalskiego
  - Agnieszka Chłoń-Domińczak, polska ekonomistka, wykładowczyni akademicka, urzędniczka państwowa
  - Egil Gjelland, norweski biathlonista
  - Sebastian Kowol, polski gitarzysta, kompozytor, członek zespołu PIN
  - Radha Mitchell, australijska aktorka
  - Paul Ratcliffe, brytyjski kajakarz górski
- 1974:
  - Lourdes Benedicto, amerykańska aktorka pochodzenia dominikańsko-filipińskiego
  - Alessandro Birindelli, włoski piłkarz
  - Witalij Bubnowicz, białoruski strzelec sportowy
  - Wołodymyr Demczyszyn, ukraiński menedżer, polityk
  - Mihona Fujii, japońska autorka komiksów
  - Krzysztof Janczak, polski siatkarz
  - Tamala Jones, amerykańska aktorka
  - Tyrone Marshall, jamajski piłkarz
  - Kingsley Obiekwu, nigeryjski piłkarz
  - Jørn H. Sværen, norweski pisarz, publicysta, autor tekstów piosenek
- 1975:
  - Kiara Bisaro, kanadyjska kolarka górska
  - Nina Berosz, izraelska modelka
  - Katherine Grainger, brytyjska wioślarka
  - Jason Lezak, amerykański pływak pochodzenia żydowskiego
  - Edvin Murati, albański piłkarz
  - Jarosław Strzała, polski aktor
- 1976:
  - Anatolij Abduła, ukraiński sędzia piłkarski
  - Daniel Kozdęba, polski samorządowiec, prezydent Mielca (zm. 2018)
  - Damian Kurasz, polski gitarzysta, muzyk sesyjny, kompozytor, aranżer, producent muzyczny, realizator nagrań, wykładowca
  - Richelle Mead, amerykańska pisarka
  - Tomasz Sadzyński, polski samorządowiec, p.o. prezydenta Łodzi
  - Mirosław Szymkowiak, polski piłkarz
  - Norbert Wojnarowski, polski samorządowiec, polityk, poseł na Sejm RP
- 1977:
  - James Borrego, amerykański trener koszykarski
  - Paul Hanley, australijski tenisista
  - Grzegorz Kleszcz, polski sztangista
  - Benny McCarthy, południowoafrykański piłkarz
  - Lawrence Nemeia, kiribatyjski piłkarz
  - Davide Rummolo, włoski pływak
  - Magdalena Wleklik, polska dramatopisarka, scenarzystka, reżyserka
- 1978:
  - Abradab, polski raper, producent muzyczny
  - Eric Addo, ghański piłkarz
  - Sri Indriyani, indonezyjska sztangistka
  - Alexandra Maria Lara, niemiecka aktorka pochodzenia rumuńskiego
  - Nancy Metcalf, amerykańska siatkarka
  - Dorota Osińska, polska aktorka, piosenkarka
  - Przemysław Pełka, polski komentator sportowy
  - Matt Schnobrich, amerykański wioślarz
- 1979:
  - Geir Eithun, norweski siatkarz
  - Lucas Glover, amerykański golfista
  - Ludmyła Łemeszko, ukraińska piłkarka
  - Corey Maggette, amerykański koszykarz
  - Katalin Marosi, węgierska tenisistka
  - Yulis Gabriel Mercedes, dominikański taekwondzista
  - Cian O’Connor, irlandzki jeździec sportowy
  - Kristine Opolais, łotewska śpiewaczka operowa (sopran)
  - Cote de Pablo, chilijsko-amerykańska aktorka, piosenkarka
  - Agnieszka Skieterska, polska dziennikarka, urzędniczka, dyplomatka
  - Aldona Sobczyk, polska biathlonistka
  - Wojciech Zubowski, polski samorządowiec, polityk, poseł na Sejm RP
- 1980:
  - Ines Ajanović, serbska koszykarka
  - Isabellah Andersson, szwedzka lekkoatletka, biegaczka długodystansowa pochodzenia kenijskiego
  - Roda Antar, libański piłkarz
  - Jimmy Clabots, amerykański aktor, model, producent filmowy pochodzenia kubańsko-hiszpańskiego
  - Nur Fettahoğlu, turecka aktorka, prezenterka telewizyjna, projektantka mody
  - Ryan Gosling, kanadyjski aktor, reżyser, scenarzysta, muzyk
  - Héctor Mancilla, chilijski piłkarz
  - Rémo Meyer, szwajcarski piłkarz
  - Anita Molcik, austriacka kolarka górska i BMX
  - Gustaf Skarsgård, szwedzki aktor
- 1981:
  - Annika Becker, niemiecka lekkoatletka, tyczkarka
  - Sebastián Caicedo, kolumbijski aktor
  - Sergio Floccari, włoski piłkarz
  - Daisy McCrackin, amerykańska aktorka
  - Roman Szczepanek, polski gitarzysta, autor tekstów, kompozytor
- 1982:
  - Maksim Czudow, rosyjski biathlonista
  - Peter Fill, włoski narciarz alpejski
  - Óscar González Marcos, hiszpański piłkarz
  - Anne Hathaway, amerykańska aktorka, piosenkarka
  - Aleksandr Sierow, rosyjski kolarz szosowy i torowy
  - Thiago Silva, brazylijski zawodnik MMA
  - Charlie Weimers, szwedzki samorządowiec, polityk
- 1983:
  - Ludmiła Anarbajewa, kazachska siatkarka
  - Kate Bell, australijska aktorka
  - Carlton Cole, angielski piłkarz pochodzenia nigeryjsko-sierraleońskirgo
  - Willis Forko, liberyjski piłkarz (zm. 2021)
  - Michał Kwiatkowski, polski piosenkarz
  - Lê Thị Phương, wietnamska lekkoatletka, tyczkarka
  - Jasmaniah Osman, malezyjska lekkoatletka, tyczkarka
  - Melinda Vincze, węgierska piłkarka ręczna
- 1984:
  - Sepp De Roover, belgijski piłkarz
  - Jonáš Hájek, czeski poeta, muzykolog
  - Francesco Magnanelli, włoski piłkarz
  - Jorge Masvidal, amerykański zawodnik MMA
  - Omarion, amerykański piosenkarz, aktor
  - Sandara Park, południowokoreańska piosenkarka, aktorka
  - Ángela Pumariega, hiszpańska żeglarka sportowa
  - Conrad Rautenbach, zimbabwejski kierowca rajdowy
  - Karla da Silva, brazylijska lekkoatletka, tyczkarka
  - Aya Terakawa, japońska pływaczka
  - Yan Zi, chińska tenisistka
- 1985:
  - Stephan Alms, duński bokser
  - Adlène Guedioura, algierski piłkarz
  - Ingi Højsted, farerski piłkarz
  - Ronnie Jamroży, polski żużlowiec
  - Zaza Kedelaszwili, gruziński judoka
  - Innocent Mdledle, południowoafrykański piłkarz
- 1986:
  - Ignazio Abate, włoski piłkarz
  - Amândio Felipe da Costa, angolski piłkarz
  - Gong Jinjie, chińska kolarka torowa
  - Nedum Onuoha, angielski piłkarz pochodzenia nigeryjskiego
  - Anna Sznyrowska, polska piłkarka
- 1987:
  - Juan José Ballesta, hiszpański aktor
  - Kim Dong-hyun, południowokoreański bobsleista
  - Kyndall Dykes, amerykański koszykarz
  - Joël Kitenge, luksemburski piłkarz pochodzenia kongijskiego
  - Scotty Lago, amerykański snowboardzista
  - Anna Rudolf, węgierska szachistka
  - Anđelija Stojanović, serbska szchistka
  - Anders Primdahl Vistisen, duński samorządowiec, polityk
- 1988:
  - Jantel Lavender, amerykańska koszykarka
  - Alex Montgomery, amerykańska koszykarka
  - Benjamin Moukandjo, kameruński piłkarz
  - Róbert Pich, słowacki piłkarz
  - Cindy Rondón, dominikańska siatkarka
  - Russell Westbrook, amerykański koszykarz
- 1989:
  - Raymond Ablack, kanadyjski aktor pochodzenia gujańskiego
  - Waleed Bakshween, saudyjski piłkarz
  - Ariel Behar, urugwajski tenisista
  - Prajnesh Gunneswaran, indyjski tenisista
  - Zakaria Ismaili, marokański piłkarz
  - Hiroshi Kiyotake, japoński piłkarz
- 1990:
  - Michael Calfan, francuski didżej, producent muzyczny
  - Taulupe Faletau, walijski rugbysta pochodzenia tongijskiego
  - Michel Kaltack, vanuacki piłkarz
  - Małgorzata Kołdej, polska lekkoatletka, sprinterka
  - Jakub Kulesza, polski informatyk, polityk, poseł na Sejm RP
  - Florent Manaudou, francuski pływak
  - James McCarthy, irlandzki piłkarz pochodzenia szkockiego
  - Marcell Ozuna, dominikański baseballista
  - Nicola Rigoni, włoski piłkarz
  - Harmeet Singh, norweski piłkarz pochodzenia indyjskiego
- 1991:
  - Ollie Barbieri, brytyjski aktor
  - Petr Schwarz, czeski piłkarz
  - Gijs Van Hoecke, belgijski kolarz torowy i szosowy
- 1992:
  - Dāvis Bertāns, łotewski koszykarz
  - Trey Burke, amerykański koszykarz
  - Adam Larsson, szwedzki hokeista
  - Parveen Rana, indyjski zapaśnik
  - Pavla Šmídová, czeska siatkarka
- 1993:
  - Musab Al-Battat, palestyński piłkarz
  - Tomáš Hertl, czeski hokeista
  - Cezary Marciniak, polski piłkarz ręczny, bramkarz
  - Luguelín Santos, dominikański lekkoatleta, czterystumetrowiec
  - James Wilby, brytyjski pływak
- 1994:
  - Óscar Cabedo, hiszpański kolarz szosowy
  - Guillaume Cizeron, francuski łyżwiarz figurowy
  - Kaleen, austriacka piosenkarka, tancerka, choreografka
  - Jauhien Lisawiec, białoruski hokeista
  - Sardor Nurillayev, uzbecki judoka
  - Samuel Piette, kanadyjski piłkarz
  - Jana Sizikowa, rosyjska tenisistka
- 1995:
  - Philipp Aschenwald, austriacki skoczek narciarski
  - Torin Dorn, amerykański koszykarz
  - Thomas Lemar, francuski piłkarz
  - Kelsey Mitchell, amerykańska koszykarka
  - Martyna Pyka, polska koszykarka
  - Daria Stelmach, polska koszykarka
- 1996:
  - Victorien Adebayor, nigerski piłkarz
  - Vincenzo Albanese, włoski kolarz szosowy
  - Alexis De Sart, belgijski piłkarz
  - Ivan Huklek, chorwacki zapaśnik
  - Scott McKenna, szkocki piłkarz
  - Reese Stalder, amerykański tenisista
- 1997:
  - Robson Bambu, brazylijski piłkarz
  - Anastasia Tsilimpiou, grecko-rumuńska aktorka
- 1998:
  - Marco Bezzecchi, włoski motocyklista wyścigowy
  - Marco Farfan, amerykański piłkarz pochodzenia meksykańskiego
  - Jules Koundé, francuski piłkarz pochodzenia benińskiego
  - Ali Reza Nejati, irański zapaśnik
  - Elias Pettersson, szwedzki hokeista
  - Omar Rudberg, wenezuelsko-szwedzki piosenkarz, aktor
  - Fanny Stollár, węgierska tenisistka
  - Szymon Tracz, polski kolarz szosowy
- 2000 – Said Hamulić, bośniacki piłkarz
- 2001 – Raffey Cassidy, brytyjska aktorka
- 2002:
  - Paolo Banchero, amerykańsko-włoski koszykarz
  - Thibau Nys, belgijski kolarz szosowy i przełajowy
- 2003 – Néstor Cabrera, gwatemalski piłkarz
- 2006 – Pola Bełtowska, polska skoczkini narciarska, kombinatorka norweska

## Zmarli
- 607 – Bonifacy III, papież (ur. ?)
- 1035 – Kanut Wielki, król Anglii, Norwegii i Danii (ur. 996/97)
- 1094 – Duncan II, król Szkocji (ur. ok. 1060)
- 1375 – Jan Henryk Luksemburski, książę Karyntii, margrabia morawski (ur. 1322)
- 1426 – Teodora Kantakuzen, cesarzowa Trapezuntu (ur. ok. 1382)
- 1434 – Ludwik III, książę Andegawenii i Kalabrii (ur. 1403)
- 1463 – Dydak z Alkali, hiszpański franciszkanin, święty (ur. 1400)
- 1475 – Joanna z Rožmitálu, królowa czeska (ur. ok. 1430)
- 1524 – Juan Rodríguez de Fonseca, hiszpański duchowny katolicki, biskup Badajoz, biskup Burgos, polityk, dworzanin, urzędnik (ur. 1451)
- 1532 – Egidio di Viterbo, włoski duchowny katolicki, biskup Viterbo, łaciński patriarcha Konstantynopola, nuncjusz apostolski, kardynał (ur. 1470)
- 1552 – Jodocus Willich, niemiecki polihistor, lekarz, wykładowca akademicki (ur. 1501)
- 1555 – Stephen Gardiner, angielski duchowny katolicki, biskup Winchesteru, polityk (ur. 1485–93)
- 1557 – Maciej Łącki, polski szlachcic, prawnik, rektor Akademii Krakowskiej, sekretarz królewski (ur. ok. 1505)
- 1567 – Anne de Montmorency, francuski dowódca wojskowy, urzędnik, dyplomata, marszałek i konetabl Francji (ur. 1493)
- 1572 – Grzegorz Chodkiewicz, wojewoda kijowski i witebski, hetman wielki litewski (ur. 1513)
- 1574 – Franciszek Stankar, włosko-polski duchowny katolicki, następnie działacz reformacji (ur. 1501)
- 1595 – John Hawkins, angielski żeglarz, admirał, szkutnik, handlarz niewolnikami (ur. 1532)
- 1600 – Andreas von Österreich, austriacki duchowny katolicki, biskup Konstancji i Brixen, kardynał (ur. 1558)
- 1601 – Walenty z Widawy, polski filolog, teolog, rektor Akademii Krakowskiej (ur. 1537)
- 1605:
  - Jan Tomasz Drohojowski, polski szlachcic, polityk, dyplomata (ur. 1535)
  - Handan Sultan, grecka niewolnica, konkubina Mehmeda III, matka Ahmeda I (ur. 1574)
- 1623 – Jozafat Kuncewicz, polski duchowny unicki, bazylianin, arcybiskup połocki, męczennik, święty (ur. ok. 1580)
- 1656:
  - Hendrick van Anthonissen, holenderski malarz marynista (ur. 1605)
  - Albrycht Stanisław Radziwiłł, kanclerz wielki litewski, pamiętnikarz, pisarz religijny (ur. 1593)
- 1658 – Nobuyuki Sanada, japoński samuraj (ur. 1566)
- 1662 – Adriaen van de Venne, holenderski malarz, grafik, ilustrator, poeta (ur. 1589)
- 1671 – Thomas Fairfax, angielski arystokrata, generał (ur. 1612)
- 1693 – Maria van Oosterwijk, holenderska malarka (ur. 1630)
- 1722 – Adriaen van der Werff, niderlandzki malarz, portrecista, architekt (ur. 1659)
- 1723 – Józef Klemens Wittelsbach, książę bawarski, elektor i arcybiskup Kolonii, biskup Hildesheim, Ratyzbony, Fryzyngi i Liège (ur. 1671)
- 1730 – Fryderyka Elżbieta Sachsen-Eisenach, księżna Saksonii-Weißenfels (ur. 1669)
- 1742 – Friedrich Hoffmann, niemiecki lekarz, farmakolog (ur. 1660)
- 1747 – Krystyna Luiza Oettingen, księżna Brunszwiku-Wolfenbüttel (ur. 1671)
- 1754 – Jacob de Wit, holenderski malarz, rytownik, kolekcjoner (ur. 1695)
- 1762 – Ludovico Merlini, włoski kardynał, nuncjusz apostolski (ur. 1690)
- 1779 – Franciszek Klejna, polski szlachcic, polityk (ur. 1717)
- 1793 – Jean Sylvain Bailly, francuski astronom, polityk (ur. 1736)
- 1797 – Maksymilian Dionizy Woroniecki, polski książę, polityk (ur. ?)
- 1834:
  - Wiktor Amadeusz von Hessen-Rotenburg, niemiecki arystokrata (ur. 1779)
  - Walerian Stroynowski, polski szlachcic, ekonomista, polityk (ur. 1759)
- 1838 – Amaury Duval, francuski prawnik, dyplomata, pisarz (ur. 1760)
- 1841 – Carl von Wissmann, niemiecki polityk (ur. 1787)
- 1852 – Georg Hellmesberger Jr., austriacki skrzypek, kompozytor (ur. 1830)
- 1857:
  - Manuel Oribe, urugwajski polityk, prezydent Urugwaju (ur. 1792)
  - Massimiliano Spinola, włoski entomolog (ur. 1780)
- 1858 – Alojzy II, książę Liechtensteinu (ur. 1796)
- 1863 – Józef Androszek, polski major, uczestnik powstania styczniowego (ur. ?)
- 1865 – Elizabeth Gaskell, brytyjska pisarka (ur. 1810)
- 1866 – Dawid Flamm, polski ginekolog pochodzenia żydowskiego (ur. 1793)
- 1869:
  - Gheorghe Asachi, rumuński poeta, dramaturg, malarz, historyk, tłumacz (ur. 1788)
  - Johann Friedrich Overbeck, niemiecki malarz, grafik (ur. 1789)
- 1870 – Auguste Duméril, francuski zoolog, wykładowca akademicki (ur. 1812)
- 1875 – Franciszek Maria Lanci, polski architekt pochodzenia włoskiego (ur. 1799)
- 1877 – Polikarp Girsztowt, polski chirurg, wydawca, pedagog (ur. 1827)
- 1891 – Henriette Mendel, niemiecka aktorka (ur. 1833)
- 1893 – Aleksander von Bach, austriacki baron, polityk (ur. 1813)
- 1901 – Karol Bartoszewski, polski notariusz, burmistrz Jarosławia (ur. 1837)
- 1907 – Lewis Morris, walijski poeta, polityk (ur. 1833)
- 1908:
  - Bronisław Głydziak, polski ślusarz, działacz PPS-Frakcji Rewolucyjnej (ur. 1883)
  - Albert Libertad, francuski polityk, dziennikarz, działacz anarchoindywidualistyczny (ur. 1875)
  - Charles Tillie, irlandzki rugbysta (ur. 1864)
- 1912 – José Canalejas, hiszpański polityk, premier Hiszpanii (ur. 1854)
- 1913:
  - Władysław Maciejewski, polski inżynier, konstruktor kotłów parowych (ur. 1864)
  - Ladislaus Weinek, austro-węgierski astronom, wykładowca akademicki (ur. 1848)
- 1914 – Mordecai Cubitt Cooke, brytyjski botanik, mykolog, wykładowca akademicki (ur. 1825)
- 1916 – Percival Lowell, amerykański astronom amator (ur. 1855)
- 1917 – Wiera Słucka, rosyjska rewolucjonistka (ur. 1874)
- 1918 – Klemens Henryk Sokalski, polski harcerz, członek POW (ur. 1901)
- 1919 – Arthur Hacker, brytyjski malarz (ur. 1858)
- 1920 – Bronisław Sroka, polski porucznik, radiotelegrafista (ur. 1896)
- 1921 – Fernand Khnopff, belgijski malarz, grafik, rzeźbiarz (ur. 1858)
- 1924:
  - Stanisław Aleksander Kempner, polski dziennikarz, ekonomista, wykładowca akademicki (ur. 1857)
  - Edmund Dene Morel, brytyjski dziennikarz, pisarz, obrońca praw człowieka, polityk (ur. 1873)
  - Zygmunt Strzelecki, polski generał dywizji (ur. 1864)
- 1925:
  - Roman Statkowski, polski kompozytor, pedagog (ur. 1859)
  - Robert Wrenn, amerykański tenisista (ur. 1873)
- 1927:
  - Margarito Flores García, meksykański duchowny katolicki, męczennik, święty (ur. 1899)
  - Alessandro Lualdi, włoski duchowny katolicki, arcybiskup Palermo, kardynał (ur. 1858)
  - John Sobieski, amerykański wojskowy, adwokat, polityk pochodzenia polskiego (ur. 1842)
- 1928:
  - Francis Leavenworth, amerykański astronom (ur. 1858)
  - Juliusz Morawski, polski psychiatra, neurolog (ur. 1878)
- 1934 – Aniela Piszowa, polska publicystka, dziennikarka, wydawczyni (ur. 1860)
- 1936:
  - Stefan Grabiński, polski pisarz (ur. 1887)
  - Józef Rajmund Medes Ferris, hiszpański działacz Akcji Katolickiej, męczennik, błogosławiony (ur. 1885)
- 1937:
  - Zbigniew Uniłowski, polski pisarz (ur. 1909)
  - Francis Vielé-Griffin, francuski poeta (ur. 1864)
- 1939:
  - Norman Bethune, kanadyjski lekarz, wynalazca, działacz komunistyczny (ur. 1890)
  - Mieczysław Drabik, polski major piechoty (ur. 1892)
  - Edward Dudkiewicz, polski nauczyciel, polityk, poseł na Sejm RP (ur. 1898)
  - Modest Słoniowski, polski major audytor, adwokat, notariusz (ur. 1888)
  - Tomasz Wasilewski, polski nauczyciel, polityk, senator RP (ur. 1877)
  - Piotr Zawada, polski duchowny katolicki (ur. 1889)
- 1941:
  - Charles Huntziger, francuski generał (ur. 1880)
  - Józef Kobiałko, polski działacz socjalistyczny i niepodległościowy (ur. 1884)
  - Kost Łewycki, ukraiński adwokat, publicysta, polityk (ur. 1859)
  - Eduardo Schaerer, paragwajski polityk pochodzenia szwajcarskiego, prezydent Paragwaju (ur. 1873)
- 1942:
  - Laura Hope Crews, amerykańska aktorka (ur. 1879)
  - Aleksander Karnicki, polski generał dywizji (ur. 1869)
  - Elmer Niklander, fiński lekkoatleta, oszczepnik i kulomiot (ur. 1890)
  - Philadelphia Jack O’Brien, amerykański bokser (ur. 1878)
- 1943:
  - Tadeusz Chrząszcz, polski technolog żywności, specjalista gorzelnictwa, encyklopedysta, wykładowca akademicki (ur. 1877)
  - Władysław Popielski, polski major piechoty (ur. 1890)
  - Andrzej Trzebiński, polski pisarz (ur. 1922)
  - Lajos Werkner, węgierski szablista pochodzenia żydowskiego (ur. 1883)
- 1944:
  - George David Birkhoff, amerykański matematyk, wykładowca akademicki (ur. 1884)
  - Otto Blumenthal, niemiecki matematyk, wykładowca akademicki (ur. 1876)
  - Robert Curry, amerykański zapaśnik (ur. 1882)
  - Edgar Stillman Kelley, amerykański pianista, kompozytor, dyrygent, pedagog (ur. 1857)
- 1945:
  - Sydonia Bayer, niemiecka funkcjonariuszka i zbrodniarka nazistowska (ur. 1903)
  - Nikołaj Goriuszkin, radziecki major (ur. 1915)
  - James W. Mott, amerykański prawnik, polityk (ur. 1883)
- 1946:
  - Camillo Caccia Dominioni, włoski kardynał, wysoki urzędnik Kurii Rzymskiej (ur. 1877)
  - Edwin Mills, brytyjski przeciągacz liny (ur. 1878)
  - Bolesław Panek, polski rolnik (ur. 1923)
- 1947:
  - Alojzy Majewski, polski duchowny katolicki, misjonarz, pallotyn (ur. 1869)
  - Emmuska Orczy, brytyjska pisarka pochodzenia węgierskiego (ur. 1865)
- 1948:
  - Hans Böhn, niemiecki funkcjonariusz i zbrodniarz nazistowski (ur. 1907)
  - Emil Andreas Gay, niemiecki funkcjonariusz i zbrodniarz nazistowski (ur. 1904)
  - Umberto Giordano, włoski kompozytor (ur. 1867)
  - Poul Michael Hansen, duński polityk nazistowski, funkcjonariusz Gestapo (ur. 1898)
  - Karl Horcicka, niemiecki funkcjonariusz i zbrodniarz nazistowski (ur. 1917)
  - Wilhelm Kaupp, niemiecki funkcjonariusz i zbrodniarz nazistowski (ur. 1905)
  - Josef Kisch, niemiecki funkcjonariusz i zbrodniarz nazistowski (ur. 1912)
  - Sadamichi Kitabayashi, japoński psychiatra, neurolog, wykładowca akademicki (ur. 1872)
  - Max Pausch, niemiecki funkcjonariusz i zbrodniarz nazistowski (ur. 1894)
  - Karl Schöpperle, niemiecki funkcjonariusz i zbrodniarz nazistowski (ur. 1891)
  - Hans Sielaff, niemiecki funkcjonariusz i zbrodniarz nazistowski (ur. 1904)
  - Karl Streng, niemiecki funkcjonariusz i zbrodniarz nazistowski (ur. 1918)
  - Ewald Wlotzka, niemiecki funkcjonariusz i zbrodniarz nazistowski (ur. 1909)
  - Christian Wohlrab, niemiecki funkcjonariusz i zbrodniarz nazistowski (ur. 1919)
- 1949 – Witold Milwid, polski podporucznik AK (ur. 1915)
- 1950:
  - Lesley Ashburner, amerykański lekkoatleta, płotkarz (ur. 1883)
  - Grzegorz Łakota, ukraiński biskup pomocniczy greckokatolickiej eparchii przemyskiej, męczennik, błogosławiony (ur. 1883)
- 1951:
  - Konstantin Biebl, czeski poeta i pisarz (ur. 1898)
  - Allan Briggs, amerykański strzelec sportowy (ur. 1873)
- 1953 – Oscar Gustafsson, szwedzki piłkarz (ur. 1889)
- 1955:
  - Alfréd Hajós, węgierski pływak, lekkoatleta, piłkarz (ur. 1878)
  - Jan Skorobohaty-Jakubowski, polski generał brygady (ur. 1878)
  - Tin Ujević, chorwacki poeta, eseista, tłumacz (ur. 1891)
- 1956:
  - Hans Eugster, szwajcarski gimnastyk (ur. 1929)
  - Juan Negrín, hiszpański lekarz, polityk, premier Hiszpanii (ur. 1892)
- 1957 – Jan Błaszczak, polski rolnik, sołtys, polityk, poseł na Sejm RP (ur. 1880)
- 1958:
  - Iwan Gałanin, radziecki generał porucznik (ur. 1899)
  - Henri Hoevenaers, belgijski kolarz szosowy i torowy (ur. 1902)
  - Jan Prokop, polski kapitan piechoty (ur. 1890)
  - Gustaf Söderström, szwedzki lekkoatleta, przeciągacz liny (ur. 1865)
- 1959:
  - Marian Borzemski, polski kapitan piechoty, strzelec sportowy (ur. 1894)
  - William E. Evans, amerykański polityk (ur. 1877)
- 1960:
  - Michaił Culukidze, gruziński generał (ur. 1894)
  - Wasilij Osokin, radziecki generał porucznik, funkcjonariusz organów bezpieczeństwa (ur. 1894)
- 1961 – Alfred Nowakowski, polski piłkarz, trener (ur. 1908)
- 1962 – Roque González Garza, meksykański generał, polityk, prezydent Meksyku (ur. 1885)
- 1964:
  - Heinz Jost, niemiecki funkcjonariusz i zbrodniarz nazistowski (ur. 1904)
  - Barnaba (Nastić), serbski biskup i święty prawosławny (ur. 1914)
- 1965 – Władysław Madejski, polski pułkownik pilot obserwator (ur. 1899)
- 1966:
  - Don Branson, amerykański kierowca wyścigowy (ur. 1920)
  - Paul Otto Geibel, niemiecki funkcjonariusz i zbrodniarz nazistowski (ur. 1898)
  - Quincy Porter, amerykański kompozytor, pedagog (ur. 1897)
- 1967 – Stanisław Adamski, polski duchowny katolicki, biskup katowicki (ur. 1875)
- 1968 – Wincenty Ściegienny, polski podpułkownik dyplomowany piechoty, cichociemny (ur. 1899)
- 1969:
  - Wasilij Czernyszow, radziecki dowódca partyzancki, polityk (ur. 1908)
  - Liu Shaoqi, chiński polityk, teoretyk komunizmu (ur. 1898)
  - Iskander Mirza, pakistański polityk, prezydent Pakistanu (ur. 1899)
  - José Piendibene, urugwajski piłkarz (ur. 1890)
  - Kazimierz Pławski, polski generał dywizji inżynier (ur. 1877)
  - Aarne Valkama, fiński kombinator norweski, biegacz narciarski, narciarz alpejski (ur. 1909)
- 1970 – Antoni Rurański, polski piłkarz (ur. 1911)
- 1972:
  - Jewgienij Fokin, rosyjski piłkarz, bramkarz, trener (ur. 1909)
  - Rudolf Friml, amerykański kompozytor, pianista pochodzenia czeskiego (ur. 1879)
  - Tommy Wisdom, brytyjski kierowca wyścigowy (ur. 1906)
  - Aleksander Woysym-Antoniewicz, polski pisarz, autor tekstów piosenek, satyryk (ur. 1919)
- 1973 – Wacław Stachiewicz, polski generał brygady, pisarz (ur. 1894)
- 1975 – Wacław Kiełczewski, polski jubiler, polityk, poseł na Sejm PRL (ur. 1896)
- 1976:
  - Charles Coüasnon, francuski jezuita, architekt (ur. 1904)
  - Feliks Ścibałło, polski bronioznawca, kolekcjoner broni (ur. 1903)
  - András Wanié, węgierski pływak (ur. 1911)
  - Maria Wiercińska, polska aktorka, reżyserka teatralna, telewizyjna i radiowa (ur. 1902)
- 1978 – Tadeusz Fijewski, polski aktor (ur. 1911)
- 1980 – Andriej Amalrik, rosyjski pisarz, publicysta, dysydent (ur. 1938)
- 1981:
  - James Corson, amerykański lekkoatleta, dyskobol (ur. 1906)
  - Herman Pilnik, argentyński szachista pochodzenia niemieckiego (ur. 1914)
  - Tadeusz Waczkowski, polski aktor (ur. 1919)
- 1982:
  - Sula Benet, polska antropolog pochodzenia żydowskiego (ur. 1903)
  - Jan Ciszewski, polski dzennikarz i komentator sportowy (ur. 1930)
  - Dorothy Round Little, brytyjska tenisistka (ur. 1908)
- 1983 – Stanisław Marcinkowski, polski urzędnik państwowy, polityk (ur. 1920)
- 1984 – Stanisław Baliński, polski poeta (ur. 1899)
- 1985:
  - Ildebrando Gregori, włoski zakonnik, czcigodny Sługa Boży (ur. 1894)
  - Stanislaw Trabalski, niemiecki polityk pochodzenia polskiego (ur. 1896)
- 1986 – Erich Koch, niemiecki polityk nazistowski, zbrodniarz wojenny, gauleiter Prus Wschodnich (ur. 1896)
- 1987 – Walerij Bielikow, radziecki generał (ur. 1925)
- 1988:
  - Primo Conti, włoski malarz (ur. 1900)
  - Lyman Lemnitzer, amerykański generał (ur. 1899)
  - Tomasz Sikorski, polski kompozytor, pianista (ur. 1939)
- 1989:
  - Dolores Ibárruri, hiszpańska polityk komunistyczna (ur. 1895)
  - Walenty Milenuszkin, polski kapitan żeglugi wielkiej, pisarz, polityk, poseł na Sejm PRL (ur. 1921)
  - Georges Putmans, belgijski piłkarz (ur. 1914)
- 1990:
  - Eve Arden, amerykańska aktorka (ur. 1908)
  - Jerzy Bober, polski pisarz, krytyk teatralny (ur. 1920)
  - Everett Mitchell, amerykański wokalista gospel, innowator radiowy (ur. 1898)
- 1991:
  - Antonina Koptiajewa, rosyjska pisarka (ur. 1909)
  - Michaił Mołodienski, rosyjski geofizyk, geodeta, wykładowca akademicki (ur. 1909)
  - Gabriele Tinti, włoski aktor (ur. 1932)
- 1992 – Emilio Recoba, urugwajski piłkarz (ur. 1904)
- 1993:
  - Bill Dickey, amerykański baseballista (ur. 1907)
  - H.R. Haldeman, amerykański polityk (ur. 1926)
  - Louis Hendrik Potgieter, południowoafrykański wokalista, tancerz, członek zespołu Dschinghis Khan (ur. 1951)
  - Anna Sten, ukraińsko-amerykańska aktorka (ur. 1908)
- 1994:
  - Atanas Komszew, bułgarski zapaśnik (ur. 1959)
  - Wiesława Wiktoria Krzaczek, polska botanik, wykładowczyni akademicka (ur. 1936)
  - Onni Rajasaari, fiński lekkoatleta, trójskoczek (ur. 1910)
  - Wilma Rudolph, amerykańska lekkoatletka, sprinterka (ur. 1940)
- 1995:
  - Tormod Riste, norweski fizyk, wykładowca akademicki (ur. 1925)
  - Robert Stephens, brytyjski aktor (ur. 1931)
- 1996 – Vytautas Žalakevičius, litewski reżyser i scenarzysta filmowy (ur. 1930)
- 1997:
  - Stanisław Prauss, polski pilot, konstruktor lotniczy (ur. 1903)
  - Andrzej Soroczyński, polski reżyser filmów dokumentalnych (ur. 1932)
- 1998 – Ronald Gustave Kellett, brytyjski pilot wojskowy, as myśliwski (ur. 1909)
- 1999:
  - Sven Hjertsson, szwedzki piłkarz (ur. 1924)
  - Marian Jachimowicz, polski poeta, tłumacz, malarz (ur. 1906)
  - Konrad Petzold, niemiecki reżyser filmowy (ur. 1930)
- 2000:
  - Eugene Marino, amerykański duchowny katolicki, arcybiskup metropolita Atlanty (ur. 1934)
  - Le’a Rabin, izraelska działaczka społeczna (ur. 1928)
  - Janina Turek, polska koronkarka (ur. 1921)
- 2001:
  - Adam Humer, polski oficer śledczy bezpieczeństwa publicznego (ur. 1917)
  - Anthony Miles, brytyjski szachista (ur. 1955)
  - Radovan Vlajković, jugosłowiański polityk, prezydent Jugosławii (ur. 1922)
- 2002 – Raoul Diagne, francuski piłkarz, trener (ur. 1910)
- 2003:
  - Jonathan Brandis, amerykański aktor (ur. 1976)
  - Tony Thompson, amerykański perkusista, członek zespołów: Chic i Power Station (ur. 1954)
- 2004:
  - Usko Meriläinen, fiński kompozytor, dyrygent (ur. 1930)
  - Ziemowit Jacek Pietraś, polski politolog, prawnik, dziennikarz (ur. 1943)
  - Stanisław Skalski, polski generał pilot, as myśliwski (ur. 1915)
- 2005:
  - Madhu Dandavate, indyjski polityk (ur. 1924)
  - Kazimierz Lipień, polski zapaśnik (ur. 1949)
- 2006:
  - Mario Merola, włoski aktor, piosenkarz (ur. 1934)
  - Adam Schaff, polski filozof (ur. 1913)
- 2007:
  - Stanisław Kardaś, polski lekkoatleta, płotkarz (ur. 1926)
  - Ira Levin, amerykański pisarz pochodzenia żydowskiego (ur. 1929)
- 2008:
  - Maria Kossakowska, polska scenarzystka filmów animowanych (ur. 1927)
  - Jan Łysakowski, polski pisarz (ur. 1926)
  - Maciej Męclewski, polski menedżer (ur. 1945)
  - Mitch Mitchell, brytyjski perkusista, członek zespołu The Jimi Hendrix Experience (ur. 1947)
  - Stanisław Stefan Paszczyk, polski trener lekkoatletyki, działacz sportowy, polityk, dyplomata, prezes PKOl (ur. 1940)
  - Marian Zimałek, polski duchowny katolicki, biskup pomocniczy sandomierski (ur. 1931)
- 2009:
  - Willy Kernen, szwajcarski piłkarz (ur. 1929)
  - Bernard Kolélas, kongijski polityk, premier Konga (ur. 1933)
- 2010:
  - Stanisław Bobak, polski skoczek narciarski (ur. 1956)
  - Henryk Mikołaj Górecki, polski kompozytor (ur. 1933)
- 2011:
  - Andrzej Gramsz, polski ekonomista, wydawca, autor przewodników, dziennikarz, działacz społeczny (ur. 1947)
  - Zbigniew Jaworowski, polski lekarz, radiolog (ur. 1927)
  - Aleksandros Jotis, grecki dziennikarz, krytyk kulinarny (ur. 1953)
  - Juliusz Puchalski, polski karykaturzysta (ur. 1930)
- 2012:
  - Sergio Oliva, amerykański kulturysta (ur. 1941)
  - Jimmy Omagbemi, nigeryjski lekkoatleta, sprinter (ur. 1930)
- 2013:
  - Giuseppe Casari, włoski piłkarz, bramkarz (ur. 1922)
  - Konrad Rudnicki, polski duchowny katolicki, teolog, astronom, antropozof (ur. 1926)
  - Al Ruscio, amerykański aktor (ur. 1924)
  - Aleksandr Sieriebrow, rosyjski naukowiec, kosmonauta (ur. 1944)
  - John Tavener, brytyjski kompozytor (ur. 1944)
- 2014:
  - Ravi Chopra, indyjski reżyser i producent filmowy (ur. 1946)
  - Wiktor Serebrianikow, ukraiński piłkarz (ur. 1940)
  - Henryka Stankiewiczówna, polska tancerka baletowa, pedagog (ur. 1923)
  - Jan Ziomek, polski geolog, wykładowca akademicki (ur. 1934)
- 2015:
  - Lucian Bălan, rumuński piłkarz (ur. 1959)
  - Márton Fülöp, węgierski piłkarz (ur. 1983)
  - Pál Várhidi, węgierski piłkarz, trener (ur. 1931)
- 2016:
  - Jan Tołwiński, polski duchowny i publicysta ewangelikalny, doktor nauk teologicznych (ur. 1939)
  - Lupita Tovar, meksykańska aktorka (ur. 1910)
  - Paul Vergès, francuski polityk, działacz komunistyczny (ur. 1925)
- 2017:
  - Chad Hanks, amerykański basista, członek zespołu American Head Charge (ur. 1971)
  - Antonín Kasper senior, czeski żużlowiec (ur. 1932)
  - Bernard Panafieu, francuski duchowny katolicki, arcybiskup Marsylii, kardynał (ur. 1931)
  - Jack Ralite, francuski polityk (ur. 1928)
- 2018:
  - Stan Lee, amerykański autor komiksów, pisarz, scenarzysta i producent filmowy (ur. 1922)
  - Igor Łuczenok, białoruski kompozytor (ur. 1938)
  - Krzysztof Sylwanowicz, polski operator filmowy (ur. 1933)
- 2019:
  - Wasil Kuryłau, białoruski piłkarz (ur. 1947)
  - Víctor Manuel Pérez Rojas, wenezuelski duchowny katolicki, biskup San Fernando de Apure (ur. 1940)
  - Mitsuhisa Taguchi, japoński piłkarz (ur. 1955)
  - Edward Zacca, jamajski prawnik, polityk, gubernator generalny (ur. 1931)
- 2020:
  - Masatoshi Koshiba, japoński fizyk, laureat Nagrody Nobla (ur. 1926)
  - Eugeniusz Makulski, polski duchowny katolicki, marianin (ur. 1928)
  - Leonid Potapow, rosyjski inżynier, polityk, prezydent Buriacji (ur. 1935)
  - Albert Quixall, angielski piłkarz (ur. 1933)
  - Jerry John Rawlings, ghański wojskowy, polityk, prezydent Ghany (ur. 1947)
- 2021:
  - Bob Bondurant, amerykański kierowca wyścigowy (ur. 1933)
  - Jewgienij Czazow, rosyjski kardiolog, polityk, minister ochrony zdrowia (ur. 1929)
  - Matthew Festing, brytyjski arystokrata, wielki mistrz zakonu joannitów (ur. 1949)
  - Ron Flowers, angielski piłkarz (ur. 1934)
  - Aleksandr Leniow, rosyjski piłkarz (ur. 1944)
- 2022:
  - Cor van der Gijp, holenderski piłkarz (ur. 1931)
  - Mehran Karimi Nasseri, irański uchodźca (ur. 1942 lub 1945)
- 2023:
  - Kaçmaz Akgün, turecki piłkarz (ur. 1935)
  - Aldo Bet, włoski piłkarz (ur. 1949)
  - Roman Čechmánek, czeski hokeista, bramkarz (ur. 1971)
  - Hanna Gucwińska, polska zootechnik, autorka programów telewizyjnych, polityk, poseł na Sejm RP (ur. 1932)
  - Rəhim Hüseynov, azerski ekonomista, polityk, premier Azerbejdżanu (ur. 1936)
  - Helena Pilejczyk, polska łyżwiarka szybka (ur. 1931)
  - Kraft Schepke, niemiecki wioślarz (ur. 1934)
  - Karel Schwarzenberg, czeski prawnik, działacz opozycji antykomunistycznej, polityk, minister spraw zagranicznych (ur. 1937)
  - Hans Waldenfels, niemiecki duchowny katolicki, jezuita, teolog, wykładowca akademicki (ur. 1931)
  - Don Walsh, amerykański oficer marynarki, oceanograf, eksplorator mórz i oceanów (ur. 1931)
  - Kusuma Wardhani, indonezyjska łuczniczka sportowa (ur. 1964)
- 2024:
  - Bronisław Bernacki, polski duchowny katolicki, biskup odesko-symferopolski, przewodniczący Konferencji Episkopatu Ukrainy (ur. 1944)
  - Roy Haynes, amerykański perkusista jazzowy (ur. 1925)
  - Michael Hübner, niemiecki kolarz torowy (ur. 1959)
  - Otepa Kalambay, kongijski piłkarz (ur. 1948)
  - Thomas Kurtz, amerykański informatyk (ur. 1928)
  - Coşkun Taş, turecki piłkarz (ur. 1935)